# 嘎仑河
嘎仑河（英語：Ghalum River, Kulung River）是中華人民共和國与印度有领土争议的一条河流，位于印度实际控制的阿鲁纳恰尔邦安娇县（中国称下察隅)，是察隅河左岸的最大支流。发源于下察隅中国缅甸边界的巴特开山脉坦尼拉齐峰（28°03′01″N 97°19′00″E / 28.05028°N 97.31667°E )，向西南流走，在吉郎（又稱什隆）汇入察隅河的拐角处，汇入点地理坐标为27°53′00″N 96°55′26″E / 27.88333°N 96.92389°E。中国认为，该河的流域全部位于中国西藏林芝地区察隅县的下察隅。